# Вьюнки (Житомирская область)
Вью́нки (укр. В'юнки) — село на Украине, находится в Пулинском районе Житомирской области.
Население по переписи 2001 года составляет 221 человек. Почтовый индекс — 12055. Телефонный код — 4131.

## Адрес местного совета
12055, Житомирская область, Пулинский р-н, с. Вьюнки, ул. Щорса, 1